# Esquema (matemática)
Em matemática, um esquema é um importante conceito que conecta os campos da geometria algébrica, álgebra comutativa e teoria dos números. Esquemas foram introduzidos por Alexander Grothendieck de forma a ampliar a noção de variedade algébrica; alguns autores consideram os esquemas como sendo o objeto básico de estudo da geometria algébrica moderna. Tecnicamente, um esquema é uma espaço topológico juntamente com anéis comutativos para todos os seus conjuntos abertos, que surgem em "coligações" de espectros (espaços de ideais primos) dos anéis comutativos.